# Xiphidium
Xiphidium es un género de plantas de la familia Haemodoraceae.  Es originario de México hasta América tropical. Comprende 12 especies descritas y de estas, solo 2 aceptadas.

## Descripción
Plantas con rizoma horizontal, a menudo estolonífero. Hojas basales, dísticas, equitantes, lineares, ensiformes. Inflorescencia en forma de una panícula; brácteas pelosas. Flores actinomorfas, glabras; tépalos libres; estambres 3, insertados en la base de los tépalos internos; anteras basifijas; ovario súpero, globuloso, 3-locular; estilo cilíndrico; estigma fimbriado; óvulos numerosos por lóculo. Cápsula globulosa, loculicida. Semillas numerosas, pequeñas; testa verrucosa.

## Taxonomía
El género fue descrito por  Jean Baptiste Christophore Fusée Aublet y publicado en Histoire des Plantes de la Guiane Françoise 1: 33, pl. 11. 1775. La especie tipo es: Xiphidium caeruleum Aubl.

## Especies aceptadas
A continuación se brinda un listado de las especies del género Xiphidium aceptadas hasta mayo de 2014, ordenadas alfabéticamente. Para cada una se indica el nombre binomial seguido del autor, abreviado según las convenciones y usos. 
- Xiphidium caeruleum Aubl., Hist. Pl. Guiane 1: 33 (1775).
- Xiphidium xanthorrhizon C.Wright ex Griseb., Cat. Pl. Cub.: 252 (1866).